# Deciliter
| Grotere en kleinere eenheden | Grotere en kleinere eenheden            | Grotere en kleinere eenheden |
| factor                       | naam                                    | symbool                      |
| ---------------------------- | --------------------------------------- | ---------------------------- |
| 10−3                         | milliliter of cc                        | ml                           |
| 10−2                         | centiliter                              | cl                           |
| 10−1                         | deciliter                               | dl                           |
| 1                            | liter                                   | l                            |
| 102                          | hectoliter                              | hl                           |
| 103                          | kiloliter, stère, kuub of kubieke meter | kl, m3                       |

Een deciliter (symbool dL of dl) is een volume-eenheid die gedefinieerd is als één tiende van een liter. Volgens het Nederlandse Warenwetbesluit Etikettering van levensmiddelen is het gebruik ervan op etiketten van vloeibare levensmiddelen niet toegestaan. In plaats daarvan wordt de liter, centiliter of milliliter dwingend voorgeschreven.
1 dl = 0,1 l = 0,0001 m3
1 l  = 10 dl